# Małgorzata Łucja Szewczyk
Małgorzata Szewczyk, C.M.B.B., řeholním jménem Lucie (1828, Šepetivka – 5. června 1905, Nieszawa) byla polská římskokatolická řeholnice, spoluzakladatelka a členka kongregace Dcer Panny Marie Bolestné. Katolická církev ji uctívá jako blahoslavenou.

## Život

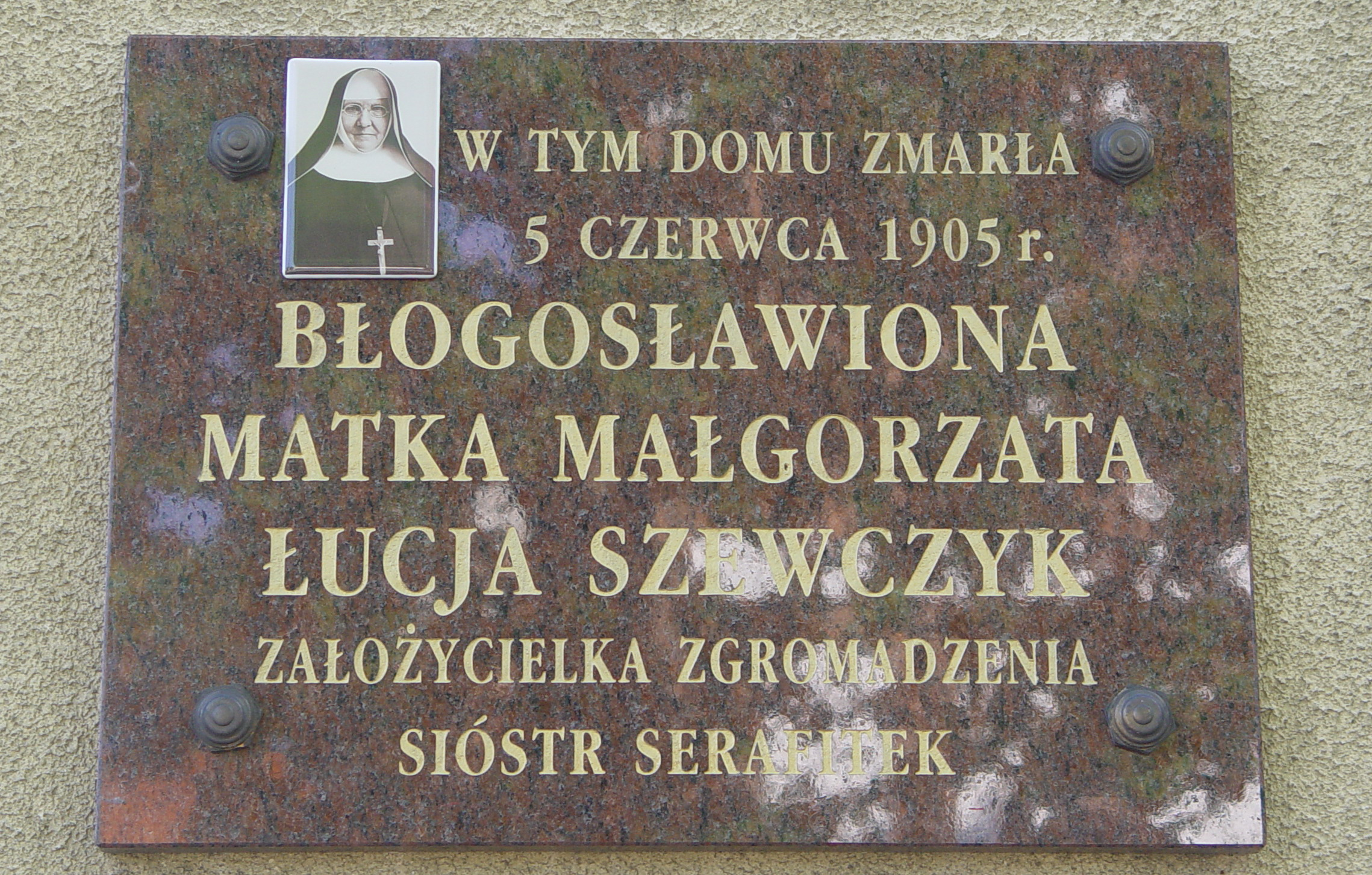
Její pamětní deska v Nieszawě

Narodila se roku 1828 v Šepetivce (dnešní Ukrajina) rodičům Janu Szewczykovi a Marianně Szewczyk. Měla nevlastní sestru z prvního manželství otce. Otec zemřel roku 1835, matka roku 1837, načež se o ni starala její nevlastní sestra.
Roku 1848 vstoupila do třetího františkánského řádu a stala se tak františkánskou terciářkou. Podstoupit formaci v řeholním řádu kvůli politické situaci v Polsku nemohla. Roku 1870 podnikla pouť do Svaté země, kdy nejprve doplula do Haify, poté do Jeruzaléma a nakonec navštívila Nazaret. Ve Svaté zemi také jako dobrovolnice pomáhala poutníkům. Po krátké návštěvě Loreta se roku 1872 vrátila do Polska.
Svoji touhu stát se řeholnicí konzultovala také se svým zpovědníkem, kapucínským knězem bl. Honoratem Koźmińskim, se kterým se poprvé setkala ve Varšavě roku 1873. V letech 1873–1878 pak pracovala v jeho sirotčinci. U něj také přijala dne 24. srpna 1878 (částečně tajně) své první dočasné řeholní sliby františkánského charakteru, další dočasné řeholní sliby složila dne 8. dubna 1881.
Od roku 1880 se tajně, jelikož ruský car, který v té době ovládal Polsko zakázal katolické církvi veřejnou činnost začala ve svém bytě starat o chudé a nemocné ženy. Postupně se k její činnosti přidaly další ženy. Kapacita bytu však nestačila a byla tak nucena přesídlit do většího domu, což dalo vzniknout nové ženské řeholní kongregaci.
Kongregace Dcer Panny Marie Bolestné byla jí spoluzaložena (spolu s bl. Honoratem Koźmińskim) dne 18. dubna 1881. Kongregace je františkánského charakteru a má za cíl především péči o chudé a nemocné. Do kongregace následně sama vstoupila a přijala řeholní jméno Lucie. Působila také jako její generální představená, a to do 27. dubna 1904, kdy kvůli svému zdravotnímu stavu na funkci rezignovala.
Zemřela zaopatřena svátostmi ráno dne 5. června 1905 v klášteře v obci Nieszawa. Před svoji smrtí trpěla mimo jiné špatným zrakem. Její tělo bylo uloženo na hřbitov v Nieszawě. Dne 16. listopadu 1931 byly její ostatky exhumovány a uloženy v kostele Panny Marie Bolestné v Osvětimi. Dne 18. ledna 1951 byly její ostatky exhumovány a uloženy na jiné místo v kostele. Další exhumací prošly její ostatky dne 22. února 2013, kdy z nich byla malá část vyňata, aby mohla sloužit jako relikvie.

## Úcta

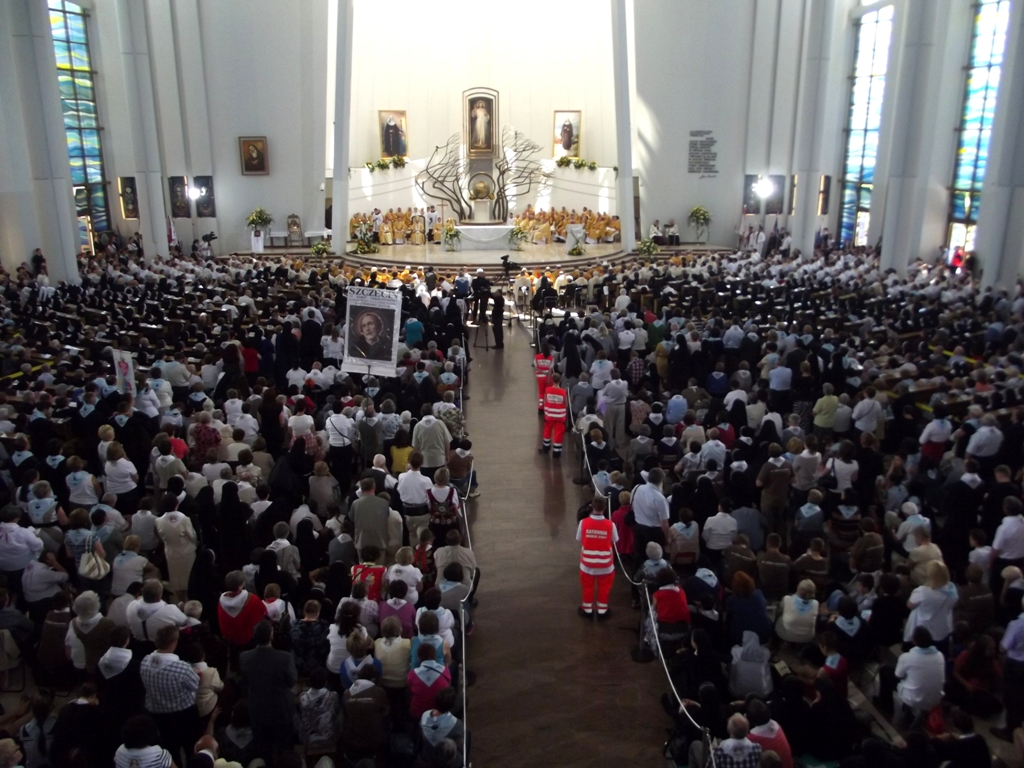
Obřad jejího blahořečení ve svatyni Božího milosrdenství v Krakově (při obřadu byla také blahořečena Zofia Czeska-Maciejowska)

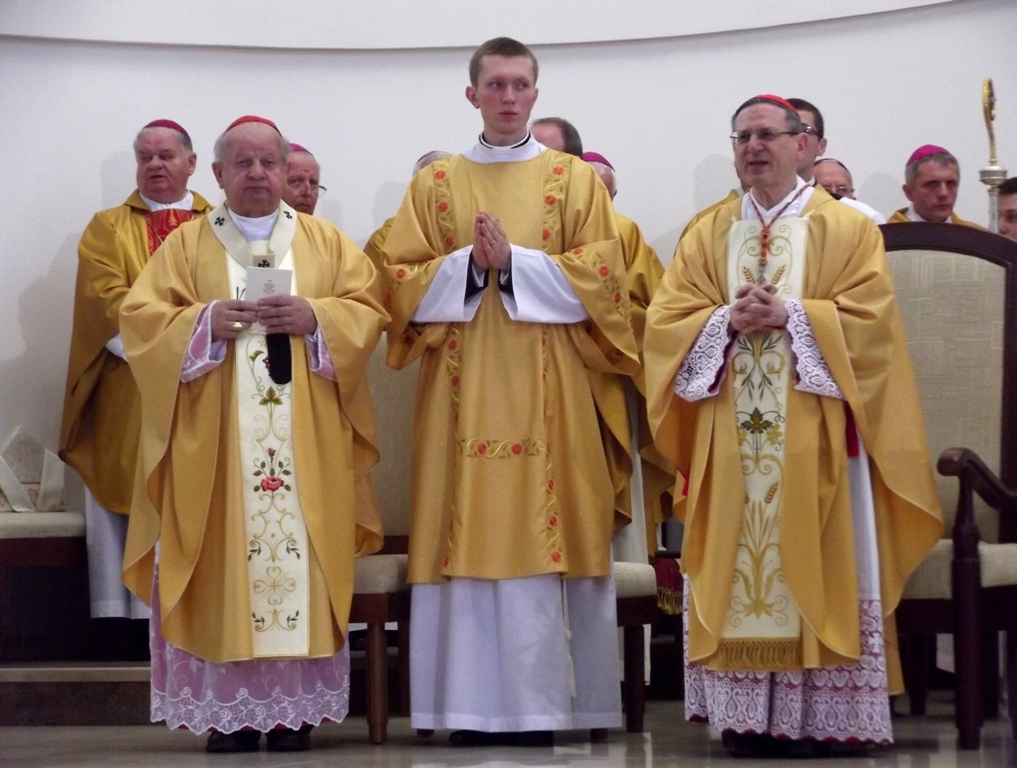
Obřad jejího blahořečení (vlevo kardinál Stanisław Dziwisz, vpravo kardinál Angelo Amato)

Její beatifikační proces započal dne 25. srpna 1993, čímž obdržela titul služebnice Boží. Dne 19. prosince 2011 ji papež Benedikt XVI. podepsáním dekretu o jejích hrdinských ctnostech prohlásil za ctihodnou. Dne 20. prosince 2012 byl uznán zázrak na její přímluvu, potřebný pro její blahořečení.
Blahořečena pak byla spolu s další řeholnicí a zakladatelkou kongregace Zofií Czeskou-Maciejowskou dne 9. června 2013 ve svatyni Božího milosrdenství v Krakově. Obřadu předsedal jménem papeže Františka kardinál Angelo Amato.
Její památka je připomínána 5. června. Bývá zobrazována v řeholním oděvu.